# Petey Sarron
Petey Sarron (* 21. November 1906 in Birmingham, Alabama, USA; † 3. Juli 1994) war ein US-amerikanischer Boxer im Federgewicht.

## Profi
Gegen seinen Landsmann Red Burke gab er mit einem Punktsieg über 10 Runden am 20. Oktober im Jahre 1924 erfolgreich sein Profidebüt. In seinem zweiten Fight wurde er gegen Red Keenan disqualifiziert. Am 11. Mai 1936 gewann er die NBA-Weltmeisterschaft, als er Freddie Miller über 15 Runden durch Mehrheitsentscheidung besiegte.
Ende Oktober des Jahres 1937 verlor er den Titel an Henry Armstrong durch klassischen K. o. in Runde 6.